# Le invasioni barbariche in Italia
Le invasioni barbariche in Italia è un saggio scritto dallo storico italiano Pasquale Villari. La prima edizione del volume fu pubblicata nel 1901. Il saggio copre la storia d'Italia dal regno di Diocleziano all'incoronazione di Carlo Magno in San Pietro nell'anno 800.

## L'opera
Il libro fa parte della Collezione Storica Villari, una raccolta di volumi in origine dedicata alla storia d'Italia, la cui realizzazione l'autore aveva proposto all'editore Hoepli. Le ragioni per la realizzazione della collana sono illustrate dal Villari nella Prefazione al libro, dove denuncia la mancanza di opere di storia "che narrino gli avvenimenti del passato in modo facile e piano, agevolmente leggibili". Villari mostra precoccupazione per la mancanza di storie popolari, cioè né scolastiche né accademiche, che contribuiscano all'"educazione nazionale, contribuendo efficacemente a formare il carattere morale e politico del nostro paese" (ibid. p. X). La mancanza di libri sulla storia d'Italia scritti da autori italiani aveva portato, sostiene ancora, Villari alla diffusione di opere di storici stranieri che "non ostante la molta dottrina ed il buon metodo, sono scritti non di rado in uno spirito ostile all'Italia" (ibid. p. XII).

### Libri
Il primo libro copre il periodo compreso fra il III e i V secolo d.C., e tratta della decadenza e della caduta dell'Impero romano d'Occidente
Il secondo libro tratta della guerra greco gotica (VI secolo).
Il terzo libro tratta della storia dei Longobardi in Italia (VI-IX secolo).
Il quarto libro tratta della sconfitta dei Longobardi fino all'incoronazione di Carlo Magno da parte di papa Leone III